# مامورو كيشيموتو
مامورو كيشيموتو (باليابانية: 岸本 衛) (8 أغسطس 1964 في كاناغاوا في اليابان – )؛ هو لاعب كرة قدم سابق كان يلعب كمدافع.

## وصلات خارجية
- مامورو كيشيموتو على موقع عالم كرة القدم.نت (الإنجليزية)